# Top Model (chương trình truyền hình Ba Lan)
Top Model (trước đây là Top Model. Zostań modelką (tiếng Việt: Top Model. Trở thành một người mẫu)) là một loạt chương trình truyền hình thực tế của Ba Lan dựa trên chương trình America's Next Top Model của Tyra Banks, trong đó chứng kiến một số người mẫu tham vọng cạnh tranh với nhau trong nhiều cuộc thi để giành danh hiệu Top Model trong số các giải thưởng khác với hy vọng có một sự nghiệp thành công trong kinh doanh người mẫu.
Cuộc thi do người mẫu Mỹ gốc Ba Lan Joanna Krupa làm giám khảo chính. Ban giám khảo gồm nhà thiết kế thời trang Dawid Woliński, huấn luyện viên runway Kasia Sokołowska và nhiếp ảnh gia Marcin Tyszka. Người mẫu Anja Rubik đã xuất hiện một số khách mời trong suốt chương trình.

## Giám khảo
| Giám khảo                  | Mùa              | Mùa              | Mùa              | Mùa              | Mùa              | Mùa              | Mùa              | Mùa              | Mùa              | Mùa              | Mùa              | Mùa              | Mùa              |
| Giám khảo                  | 1                | 2                | 3                | 4                | 5                | 6                | 7                | 8                | 9                | 10               | 11               | 12               | 13               |
| Dẫn chương trình           | Dẫn chương trình | Dẫn chương trình | Dẫn chương trình | Dẫn chương trình | Dẫn chương trình | Dẫn chương trình | Dẫn chương trình | Dẫn chương trình | Dẫn chương trình | Dẫn chương trình | Dẫn chương trình | Dẫn chương trình | Dẫn chương trình |
| -------------------------- | ---------------- | ---------------- | ---------------- | ---------------- | ---------------- | ---------------- | ---------------- | ---------------- | ---------------- | ---------------- | ---------------- | ---------------- | ---------------- |
| Joanna Krupa               | Giám khảo chính  | Giám khảo chính  | Giám khảo chính  | Giám khảo chính  | Giám khảo chính  | Giám khảo chính  | Giám khảo chính  | Giám khảo chính  | Giám khảo chính  | Giám khảo chính  | Giám khảo chính  | Giám khảo chính  | Giám khảo chính  |
| Michał Piróg               | Cố vấn           | Cố vấn           | Cố vấn           | Cố vấn           | Cố vấn           | Cố vấn           | Cố vấn           | Cố vấn           | Cố vấn           | Cố vấn           | Cố vấn           | Cố vấn           | Cố vấn           |
| Sofia Konecka-Menescal     |                  |                  |                  |                  |                  |                  |                  |                  |                  |                  |                  |                  | Cố vấn           |
| Ban giám khảo              |                  |                  |                  |                  |                  |                  |                  |                  |                  |                  |                  |                  |                  |
| Karolina Korwin Piotrowska | Chính            | Chính            |                  |                  |                  |                  |                  |                  |                  |                  |                  |                  |                  |
| Marcin Tyszka              | Chính            | Chính            | Chính            | Chính            | Chính            | Chính            | Chính            | Chính            | Chính            | Chính            | Chính            | Chính            | Chính            |
| Dawid Woliński             | Chính            | Chính            | Chính            | Chính            | Chính            | Chính            | Chính            | Chính            | Chính            | Chính            | Chính            | Chính            | Chính            |
| Kasia Sokołowska           |                  |                  | Chính            | Chính            | Chính            | Chính            | Chính            | Chính            | Chính            | Chính            | Chính            | Chính            | Chính            |
| Magdalena Mielcarz         | Cố vấn           |                  |                  |                  |                  |                  |                  |                  |                  |                  |                  |                  |                  |
| Weronika Lewicka           |                  | Cố vấn           |                  |                  |                  |                  |                  |                  |                  |                  |                  |                  |                  |
| Sylwia Butor               |                  |                  |                  |                  |                  |                  |                  |                  |                  |                  |                  | Cố vấn           |                  |

1. ↑  Vắng mặt tập 11–13 trong mùa 8.
2. ↑  Chỉ có ở tập 1–4.
3. ↑  Chỉ có ở tập 1–3.

## Format

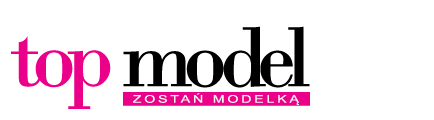
Logo cũ của Top Model: Zostań modelką (2010–2013)

### Thử thách

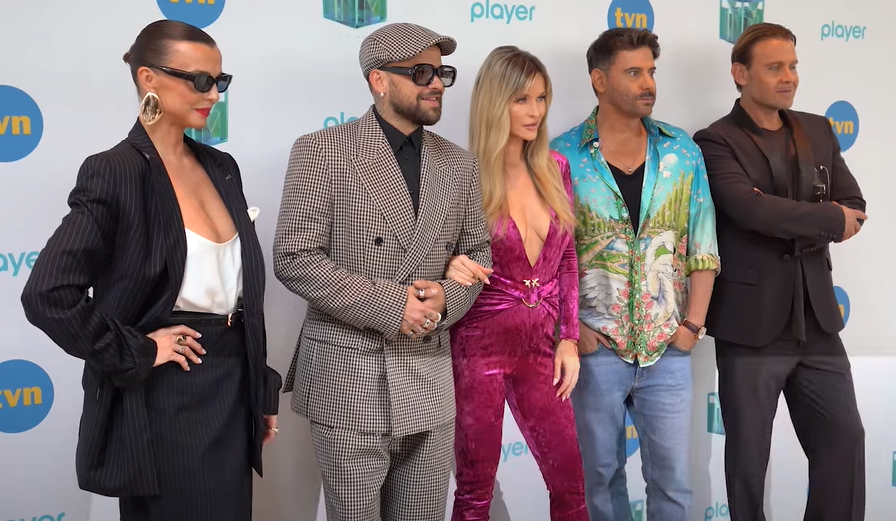
Ban giám khảo (2023)

Các thử thách thường tập trung vào các yếu tố quan trọng đối với người mẫu để giúp các thí sinh tiến bộ hơn trong buổi chụp ảnh trong tuần. Giám khảo khách mời đánh giá các thí sinh và quyết định người chiến thắng trong mỗi thử thách. Người chiến thắng trong thử thách sẽ nhận được giải thưởng cho chiến thắng của họ, chẳng hạn như quyền miễn trừ bị loại trong tuần. Đôi khi người chiến thắng thử thách được phép chọn một số thí sinh nhất định khác để chia sẻ phần thưởng của họ, trong khi những người khác không nhận được giải thưởng.

### Đánh giá và loại trừ
Mỗi tuần một lần, dựa trên thành tích của người mẫu trong thử thách trong tuần, buổi chụp ảnh và thái độ chung, ban giám khảo được yêu cầu loại một thí sinh khỏi cuộc thi. Trong buổi loại trừ, người dẫn chương trình gọi tên các thí sinh còn tham gia cuộc thi và đưa cho họ bản sao bức ảnh đẹp nhất của buổi chụp hình. Hai hoặc ba người đứng cuối bảng có thành tích kém nhất trong tuần có nguy cơ bị loại và một trong số đó bị loại. Trong một số trường hợp, loạt chương trình chứng kiến sự đồng thuận của ban giám khảo loại trừ kép và không loại trừ.

### Sự khác biệt từAmerica's Next Top Model
Ngược lại với America's Next Top Model, ở đó mỗi mùa bắt đầu với vòng sơ bộ rằng khoảng một hay hai tập và khoảng 30 trước khi lựa chọn bán kết, Top Model bắt đầu với một số vòng auditions được tổ chức tại các thành phố trên khắp Ba Lan, sau đó là "bootcamp" kết thúc bằng việc lựa chọn các thí sinh cuối cùng từ 13 đến 16, với quá trình casting kéo dài ba hoặc bốn tập. Các thí sinh đôi khi được chia thành từng cặp để chụp ảnh và thí sinh có thành tích tốt hơn trong mỗi cặp sẽ được xác định trong ban giám khảo đánh giá và được miễn loại. Mỗi mùa kết thúc bằng một chương trình phát sóng trực tiếp trong đó ba hoặc bốn thí sinh cuối cùng cạnh tranh trước khán giả trực tiếp và một cuộc bỏ phiếu trực tiếp sẽ quyết định người chiến thắng trong cuộc thi.

## Các mùa
| Mùa | Phát sóng          | Quán quân          | Á quân                 | Các thí sinh theo thứ tự bị loại | Tổng số thí sinh | Điểm đến quốc tế                                           |
| --- | ------------------ | ------------------ | ---------------------- | --- | ---------------- | ---------------------------------------------------------- |
| 1   | 8 tháng 9 năm 2010 | Paulina Papierska  | Ola Kuligowska         | Zuza Walkowiak, Sonia Wesołowska, Paulina Pszech, Nicole Rosłoniec (dừng cuộc thi), Pamela Jedziniak, Marta Szulawiak, Emilia Pietras, Magda Swat, Beata Szarłowska, Weronika Lewicka, Kasia Smolińska, Ania Piszczałka                                                            | 14               | Milano                                                     |
| 2   | 7 tháng 9 năm 2011 | Olga Kaczyńska     | Ania Bałon             | Karolina Hennig, Gabrysia Pacholarz, Magda Roman (tước quyền thi đấu), Natalia Piaskowska, Vera Suprunenko (tước quyền thi đấu), Viktoria Driuk, Dorota Trojanowska & Oliwia Downar-Dukowicz, Honorata Wojtkowska, Asia Kudzbalska, Michalina Manios                               | 13               | Paris Mombasa                                              |
| 3   | 6 tháng 3 năm 2013 | Zuza Kołodziejczyk | Marcela Leszczak       | Ksenia Chlebicka, Ola Antas, Ania Piechowiak, Ania Koryto, Marta Zimlińska, Ola Krysiak, Asia Zaremska, Ania Cybulska, Justyna Pawlicka, Tamara Subbotko, Renata Kurczab, Klaudia Strzyżewska                                                                                      | 14               | Mumbai Madeira                                             |
| 4   | 1 tháng 9 năm 2014 | Osi Ugonoh         | Michał Baryza          | Karolina Kaczyńska, Michał Kaszyński, Aleksandra Grzegorczyk, Adam Boguta, Mateusz Maga, Paulina Czumaczenko, Ewelina Pachucka, Aleksandra Żuraw, Michalina Strabel, Mateusz Jarzębiak, Marta Sędzicka                                                                             | 13               | Lisboa Fuerteventura                                       |
| 5   | 7 tháng 9 năm 2015 | Radek Pestka       | Karolina Pisarek       | Justyna Łopian, Jagoda Judzińska, Ola Ławnik-Sadkowska & Sebastian Zawiliński, Michael Mikołajczuk, Natalia Gulkowska (dừng cuộc thi), Andre Whyte & Kamila Ibrom, Samuel Kowalski, Karolina Gilon & Magda Stępień-Kolesnikow, Jakob Kosel                                         | 14               | Tel Aviv Jerusalem Thành phố Hồ Chí Minh Cần Thơ Lanzarote |
| 6   | 6 tháng 9 năm 2016 | Patryk Grudowicz   | Ewa Niespodziana       | Kamil Popławski, Zuza Matysiak, Mariusz Tomczak, Sasza Muzheiko, Ola Zbinkowska, Mateusz Zapotocki, Kamila Warzecha, Mateusz Mil, Adam Niedźwiedź, Ada Daniel, Natalia Karabasz, Daniel Tracz, Daria Zhalina                                                                       | 15               | Madrid Eilat                                               |
| 7   | 3 tháng 9 năm 2018 | Kasia Szklarczyk   | Hubert Gromadzki       | Julia Frankowicz, Natalia Gorączka, Ange Sophie Reich & Franciszek Strąkowski, Żaklina Ta Dinh, Piotr Muszyński, Oliwia Zasada & Szymon Reich, Daria Dąbrowska, Magdalena Przybielska & Michał Borzuchowski, Ania Markowska                                                        | 14               | Sölden Los Angeles Nosy Iranja Hamburg                     |
| 8   | 2 tháng 9 năm 2019 | Dawid Woskanian    | Olga Kleczkowska       | Radek Czekański, Denis Chmielewski (tước quyền thi đấu), Nikola Furman (dừng cuộc thi), Magda Karwacka, Kinga Dębska & Rafał Torkowski, Marcin Chowaniak, Klaudia Chojnacka, Ania Jaroszewska & Michał Gała, Kinga Wawrzyniak, Klaudia El Dursi, Sandra Dorsz, Stanisław Obolewicz | 16               | Tel Aviv Jerusalem Istanbul Havana                         |
| 9   | 2 tháng 9 năm 2020 | Mikołaj Śmieszek   | Patrycja Sobolewska    | Wiktoria Chorążak, Dominik Bereżański, Agnieszka Skrzeczkowska, Gracja Kalibabka, Łukasz Bogusławski, Karolina Płocka, Karolina Kuczyńska & Maja Siwik & Mariusz Jakubowski, Ernest Morawski, Dominic D'Angelica (tước quyền thi đấu), Weronika Kaniewska                          | 14               | Athens Ydra                                                |
| 10  | 1 tháng 9 năm 2021 | Dominika Wysocka   | Nicole Akonchong       | Kacper Orenkiewicz, Bartek Kloch, Wiktoria Pawliszewska, Olga Król, Łukasz Wasielewski, Sophia Mokhar (dừng cuộc thi), Adam Lochyński, Arek Pydych & Aleksandra Skubis, Weronika Zoń, Kacper Jasiński & Mikołaj Krawiecki, Julia Sobczyńska                                        | 15               | Prague Malé                                                |
| 11  | 7 tháng 9 năm 2022 | Klaudia Nieścior   | Natalia Woś            | Karolina Kuracińska, Marcelina Zetler, Krystian Embradora, Filip Ferner, Martyna Kaczmarek, Adrian Nkwamu & Weronika Pawelec, Aleksandra Helis, Adriana Hyzopska & Borys Barchan & Maciej Skiba, Michalina Wojciechowska                                                           | 14               | Cape Town Johannesburg Punta Cana                          |
| 12  | 2 tháng 9 năm 2023 | Dominik Szymański  | Sofia Konecka-Menescal | Zoja Sintichine, Noemi Penczyło & Oliwier Sobczyk, Mateusz Dziedzic, Wiktoria Burejza, Wiktoria Różańska, Marta Szatańska & Tadeusz Mikołajczak, Filip Krogulski, Aleks Szynakriow & Amelia Wnęk, Natalia Węgrzynowska, Wiktoria Darda                                             | 15               | Copenhagen Odense Salvador                                 |
| 13  | 4 tháng 9 năm 2024 | Klaudia Zioberczyk | Hubert Włodarczak      | Sara Stankiewicz, Masha Misevich (bỏ cuộc), Mateusz Novak, Aleksandra Zyśk, Filip Blecharczyk, Tymoteusz Zimny, Grzegorz Gastman & Julia Knach, Maja Słodzińska & Piotr Koprowski, Karolina Sobótka, Ada Podsiadała                                                                | 14               | Lisboa Almería                                             |